# Polla blava becgroga
La polla blava becgroga (Porphyrio flavirostris) és una espècie d'ocell de la família dels ràl·lids (Rallidae) que habita aiguamolls i camps negats al sud-est de Colòmbia, sud de Veneçuela, Guaiana, Brasil, est de l'Equador, sud-est del Perú, nord i est de Bolívia, el Paraguai i nord de l'Argentina.